# Kaew Fairtex
Kaew Fairtex właśc. Sarawut Prapraipetch (taj.แก้ว แฟร์เท็กซ์; ur. 5 września 1984 w Thonburi) – tajski kick-boxer oraz zawodnik boksu tajskiego, trzykrotny zwycięzca K-1 WGP w wadze super lekkiej z 2014, 2016 i 2018 oraz mistrz K-1 w tej samej wadze z 2014 i 2018.

## Kariera sportowa
28 stycznia 2006 zdobył pas mistrzowski WBC Muay Thai w wadze super piórkowej. W tym samym roku został mistrzem Stadionu Lumpini w wadze piórkowej. W listopadzie 2014 zadebiutował w K-1 wygrywając World Grand Prix w kat. -65 kg i zostając w tej wadze mistrzem. Rok później, 21 listopada 2015 obronił tytuł nokautując Minoru Kimurę w 1. rundzie. 
24 czerwca 2016 wygrał swój drugi turniej z cyklu World GP, nokautując w finale Iliasa Bulaidiego w 2. rundzie.
18 czerwca 2017 stracił tytuł K-1 wagi super lekkiej, przegrywając po trzech rundach i dogrywce z Japończykiem Masaaki Noirim. 21 marca 2018 przegrał przez nokaut na gali K-1 K'FESTA.1 z Hiramoto Renem. 3 listopada wziął udział w K-1 WGP gdzie stawką było zwakowane przez Noiriego mistrzostwo w wadze super lekkiej. Kaew wygrał turniej i został ponownie mistrzem pokonując kolejno Tetsuyę Yamato przed czasem, Sodę Yasuomi na punkty po dodatkowej rundzie i w finale Daizo Sasakiego, również na punkty.

## Osiągnięcia
- 2005: mistrz PAT w wadze piórkowej (57,1 kg)
- 2006–2007: mistrz świata WBC Muay Thai w wadze superpiórkowej (58,9 kg)
- 2006: mistrz Stadionu Lumpini w wadze piórkowej
- 2009: mistrz Stadionu Lumpini w wadze lekkiej (61,2 kg)
- 2012: Hero Legend – 1. miejsce w turnieju kat. -65 kg
- 2014: mistrz świata WPMF w wadze super lekkiej (63,5 kg)
- 2014: K-1 World GP – 1. miejsce w turnieju wagi super lekkiej (-65 kg)
- 2014–2017: mistrz K-1 w wadze super lekkiej (dwie obrony)
- 2016: K-1 World GP – 1. miejsce w turnieju wagi super lekkiej
- 2018: K-1 World GP – 1. miejsce w turnieju wagi super lekkiej
- 2018: mistrz K-1 w wadze super lekkiej